# John Kingston James
Sir John Kingston James, 1. Baronet (* 28. April 1784; † 28. Januar 1869) war Ratsherr von Dublin und als solcher zweimal Oberbürgermeister der Stadt.
John Kingston James wurde 1784 als Sohn von Francis James geboren. Wie sein Vater wurde auch er als Händler tätig. Am 13. April 1812 heiratete er die älteste Tochter von John Cash, einem Dubliner Ratsherren. Im Jahr 1812 war er High Sheriff of Dublin. Fünf Jahre später wurde James am 25. Juni 1817 zum Ratsherrn von Dublin gewählt. Als solcher bekleidete er von 1821 bis 1822 sowie erneut von 1840 bis 1841 das Amt des Oberbürgermeisters von Dublin. Daneben übte James von 1828 bis 1841 das Amt des Schatzmeisters der Dublin Corporation aus.
1821 wurde er zum Ritter (Knight Bachelor) geschlagen und schließlich 1823 zum Baronet, of Dublin, erhoben.
Als er 1869 starb, beerbte ihn sein Sohn John Kingston James (1815–1893) als 2. Baronet.